# Crêts-en-Belledonne
Crêts-en-Belledonne é uma comuna francesa na região administrativa de Auvérnia-Ródano-Alpes, no departamento de Isère. Estende-se por uma área de 33.80 km². Em 2010 a comuna tinha 3 352 habitantes (densidade: 99,2 hab./km²).
Foi criada em 1 de janeiro de 2016, a partir da fusão das antigas comunas de Saint-Pierre-d'Allevard e Morêtel-de-Mailles.